# سوسکچه شکوفه سیب
سوسکچه شکوفه سیب (نام علمی: Anthonomus pomorum) گونه‌ای از سرده سوسکچه‌های آفت می‌باشند. این گونه سوسکچه علفخوار از شکوفه‌های درخت سیب تغذیه می‌کند.

## چرخه زندگی
بالغ‌ها عموماً بر روی برگ‌ها و پرچین دیوارها زمستان را سر می‌کنند. در اسپانیا این نوع سوسکچه به سوی باغ‌ها به خصوص باغ‌های سیب کوچ می‌کنند. سوسکچه‌ها ممکن است با استفاده از ترشحات فرومون و علائم شیمیایی ناشی از گیاهان، محل زندگی و میزبان گیاهی خود را پیدا کنند.

## ظاهر
سوسکچه شکوفه سیب ۳/۵ تا ۵ میلی‌متر طول دارد. پوزه این سوسکچه ۱/۳ برابر طول بدنش است.

## عمر
عمر یک نسل سوسکچه شکوفه سیب یک سال است.

## شکارچی
گونه‌های مختلف عنکبوت‌ها از سوسکچه شکوفه سیب تغذیه می‌کنند.

## تخم‌گذاری
در آغاز بهار ماده‌ها بر روی شکوفه‌های سیب تخم می‌گذارند.